# Prorhynchidae
Prorhynchidae är en familj av plattmaskar. Enligt Catalogue of Life ingår Prorhynchidae i ordningen Lecithoepitheliata, klassen virvelmaskar, fylumet plattmaskar och riket djur, men enligt Dyntaxa är tillhörigheten istället klassen Lecithoepiteliata, fylumet plattmaskar och riket djur. Enligt Catalogue of Life omfattar familjen Prorhynchidae 7 arter. 
Prorhynchidae är enda familjen i ordningen Lecithoepitheliata.
Kladogram enligt Catalogue of Life och Dyntaxa:
| Prorhynchidae | \| \| Geocentrophora \| \| \| \| \| \| Hofstenioplesia \| \| \| \| \| \| Prorhynchus \| \| \| \| |
|               | \| \| Geocentrophora \| \| \| \| \| \| Hofstenioplesia \| \| \| \| \| \| Prorhynchus \| \| \| \| |
|               | Geocentrophora                                                                                   |
|               |                                                                                                  |
|               | Hofstenioplesia                                                                                  |
|               |                                                                                                  |
|               | Prorhynchus                                                                                      |
|               |                                                                                                  |